# گروه سلیم
گروه سلیم (انگلیسی: Salim Group) شرکت خوشه‌ای اندونزیایی است، که در سال ۱۹۷۲ توسط سادونو سلیم تأسیس شد.